# Heggadde, Belur
Heggadde là một làng thuộc tehsil Belur, huyện Hassan, bang Karnataka, Ấn Độ.